# Siphocampylus lucifer
Siphocampylus lucifer är en klockväxtart som beskrevs av Franz Elfried Wimmer. Siphocampylus lucifer ingår i släktet Siphocampylus och familjen klockväxter. Inga underarter finns listade i Catalogue of Life.